# Demag
Demag, Deutsche Maschinenbau-Aktiengesellschaft, var ett tyskt verkstadsföretag som numera är splittrat i flera olika delar. Demag är mest känt för sin tillverkning av anläggningsmaskiner och kranar.

## Historia
Demag skapades 1910 i Duisburg genom en sammanslagning av L. Stuckenholz AG, Wetter an der Ruhr, Duisburger Maschinenbau AG och Maschinenfabrik GmbH i Benrath. Företagets verksamhet går via dessa företag tillbaka till 1840 då Mechanische Werkstätten Harkort & Co. (senare Wetter an der Ruhr) började tillverka kranar. Demag var en av världens ledande krantillverkare. Man levererade bland annat kranar till varvet Harland & Wolff i Belfast. 1925 började man tillverka grävmaskiner. Man tillverkade även lokomotiv och järnvägsvagnar. Under andra världskriget tillverkades stridsvagnar i Berlin. Under 1950-talet utvecklade man den första helhydrauliska grävmaskinen vid Demag.
Mannesmann började under 1970- och 1980-talet att diversifiera koncernen och investera i för företaget nya branscher. Man köpte upp Demag 1973 och 1999 inordnades Demag i Mannesmann Atecs. Mannesmannkoncernen splittrades i samband med att Vodafone tog över koncernen 2000. Delar av Mannesmann Atecs togs över av ett konsortium kontrollerat av Siemens AG och Bosch. Dessa delade i sin tur upp de enskilda bolagen mellan sig, Siemens tog hand om delar av Demag medan andra såldes vidare, däribland krantillverkningen, som idag ingår i Terex, och tillverkning av maskiner inom metallurgi, som idag ingår i SMS Group.